# السوافلية
السوافلية إحدى بلديات دائرة بوقيرات التابعة لولاية مستغانم.